# 26462 Albertcui
26462 Albertcui este un asteroid din centura principală de asteroizi.

## Descriere
26462 Albertcui este un asteroid din centura principală de asteroizi. A fost descoperit pe 5 ianuarie 2000 la Socorro, New Mexico, în cadrul proiectului LINEAR. Asteroidul prezintă o orbită caracterizată de o semiaxă mare de 2,32 ua, o excentricitate de 0,12 și o înclinație de 5,5° în raport cu ecliptica.